# Bernard Chmielarz
Bernard Chmielarz (ur. 1 marca 1958 w Warszawie) – polski kompozytor, aranżer, dyrygent i kontrabasista.

## Życiorys
Jest absolwentem Akademii Muzycznej im. Fryderyka Chopina w Warszawie. Od 1985 do 1986 był muzykiem Orkiestry Polskiego Radia i Telewizji, następnie od 1986 do 2008 kontrabasistą Orkiestry Filharmonii Narodowej. Współpracował z wieloma warszawskimi teatrami, m.in. Teatrem Polskim, Teatrem Współczesnym i Teatrem Ateneum. Przez lata zajmował się równocześnie komponowaniem, dyrygowaniem i aranżowaniem. W swoim dorobku artystycznym ma nagranych kilkanaście płyt, dziesiątki kompozycji i setki aranżacji. W 2000 zinstrumentował muzykę Kenjiego Kawai do filmu Avalon.
W 1999 rozpoczął współpracę z pianistą Waldemarem Malickim. Wraz z nim i reżyserem Jackiem Kęcikiem był współautorem przeszło 30 odcinków programu „Co tu jest grane?”, emitowanego w TVP1 od stycznia 2005. Kolejnym pomysłem tej trójki autorów był projekt Filharmonia Dowcipu. Pierwszy koncert miał miejsce w marcu 2007, a w kwietniu tego samego roku autorzy zostali zaproszeni do Chicago, gdzie zaprezentowali program w Chicago Symphony Hall wspólnie z Paderewski Symphony Orchestra. Koncerty Filharmonii Dowcipu były wielokrotnie prezentowane na antenie Telewizji Polskiej, m.in. w ramach Mazurskich Nocy Kabaretowych, a także programów sylwestrowych i świątecznych.
Współpracuje z Telewizją Polską, przygotowując i prowadząc koncerty okolicznościowe, m.in. Galę Mistrzów Sportu (2007 i 2008) oraz Galę 100-lecia Polskiego Kina.